# Xenops tenuirostris
A Xenops tenuirostris a madarak (Aves) osztályának verébalakúak (Passeriformes) rendjébe, valamint a fazekasmadár-félék (Furnariidae) családjába tartozó faj.

## Rendszerezése
A fajt August von Pelzeln osztrák ornitológus írta le 1859-ben.

## Alfajai
- Xenops tenuirostris acutirostris Chapman, 1923
- Xenops tenuirostris hellmayri Todd, 1925
- Xenops tenuirostris tenuirostris Pelzeln, 1859[2]

## Előfordulása
Bolívia, Brazília, Kolumbia, Ecuador, Francia Guyana, Guyana, Peru, Suriname és Venezuela területén honos. Természetes élőhelyei a szubtrópusi és trópusi síkvidéki és hegyi esőerdők, valamint mocsári erdők.

## Megjelenése
Testhossza 10 centiméter, testtömege 9-11 gramm. Csipeszszerű csőre van.

## Természetvédelmi helyzete
Az elterjedési területe rendkívül nagy, egyedszáma pedig stabil. A Természetvédelmi Világszövetség Vörös listáján nem fenyegetett fajként szerepel.